# 刀水橋
刀水橋（とうすいばし）は群馬県太田市古戸町と埼玉県熊谷市妻沼の間の利根川に架かる国道407号の橋である。河口
から164.5 Kmの地点に架かり、長さ809.6 m、幅員15 m。「刀水」は利根川の異称である。

## 概要
古戸（ふっと）橋として1886年（明治19年）に開通した。1922年（大正11年）4月と1943年（昭和18年）に架け替えを行い、現在の橋は1971年（昭和46年）1月26日に完成した4代目。4車線のため、交通量も多く、大型車の通行が頻繁であり、東日本旅客鉄道（JR東日本）熊谷駅と東武伊勢崎線の太田駅や東武小泉線の西小泉駅を結ぶ路線バスも走っている。下流側には1989年（平成元年）完成の側道橋（刀水橋側道橋）があり、歩行者・自転車はここを通行する。またこの橋の近くに道路橋はなく、左岸の群馬県大泉町や旧太田市域と右岸の熊谷市の各地域を結ぶ最短経路となっているためボトルネック状態となっており、特に平日朝の通勤時間帯には両岸を往来する自動車で本橋周辺で渋滞が発生する。
- 左岸：群馬県太田市古戸町　古戸（群馬県道276号新堀尾島線、群馬県道314号古戸館林線）
- 右岸：埼玉県熊谷市妻沼

## 風景

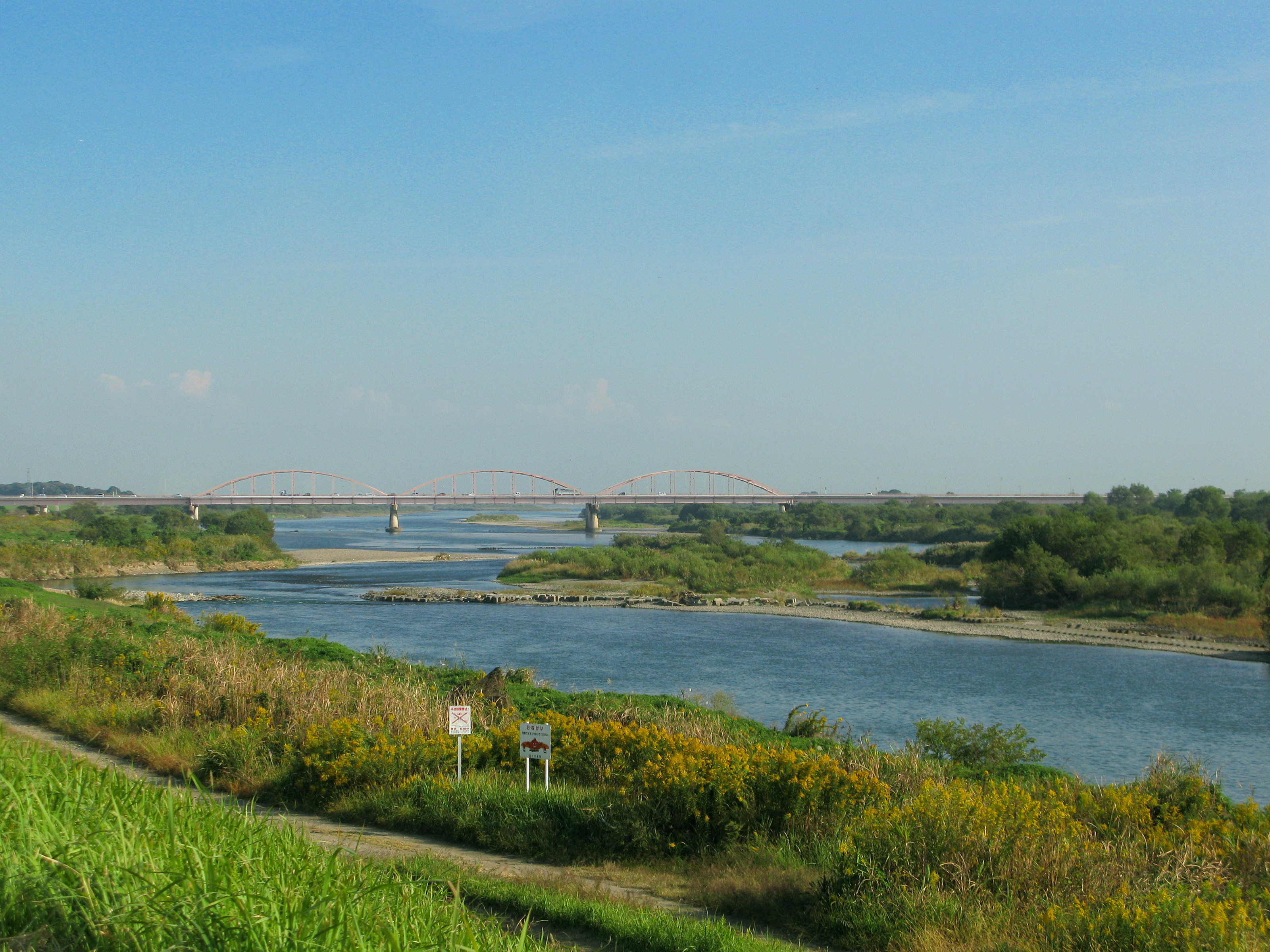
左岸上流側から
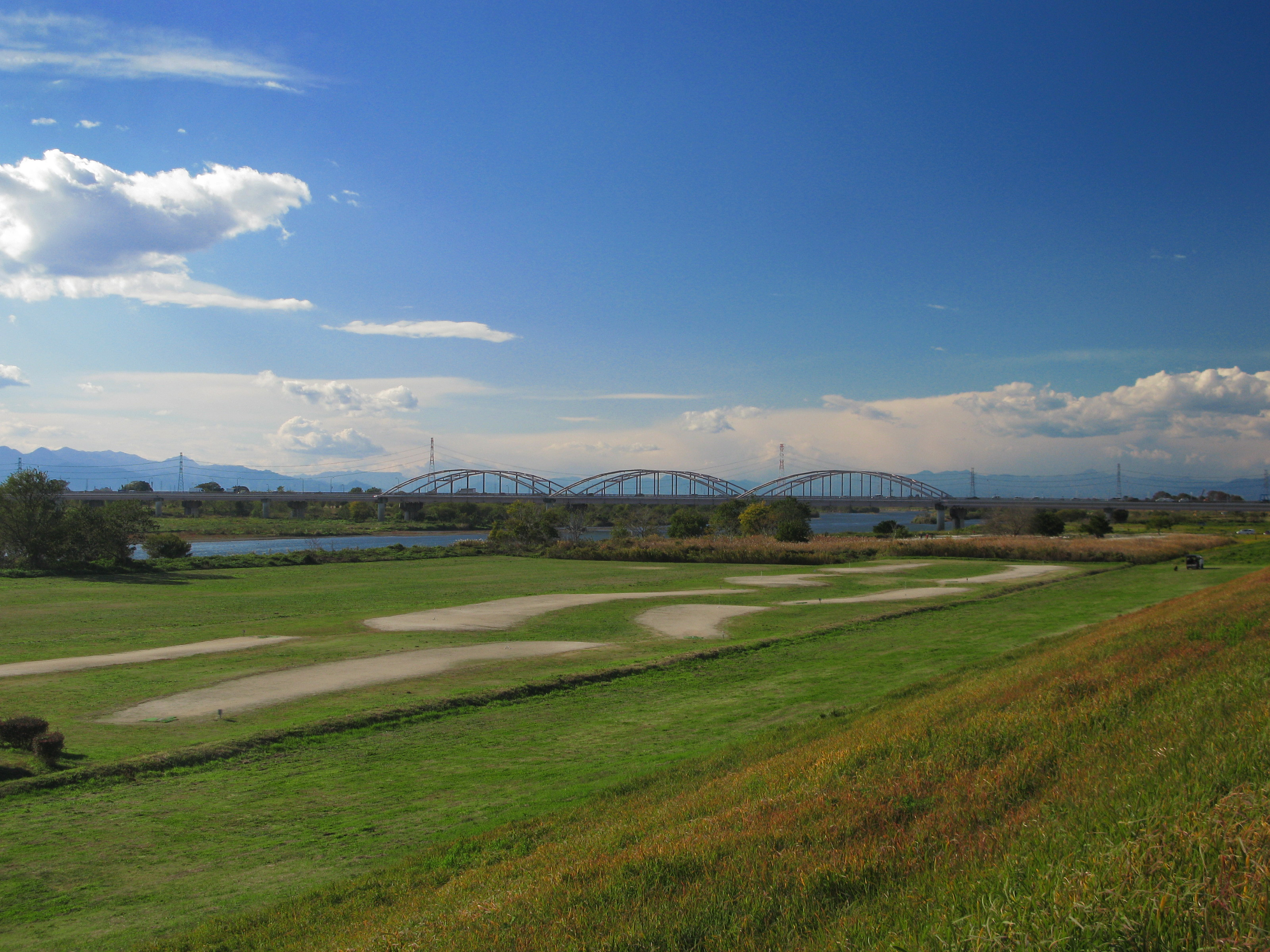
左岸下流側から
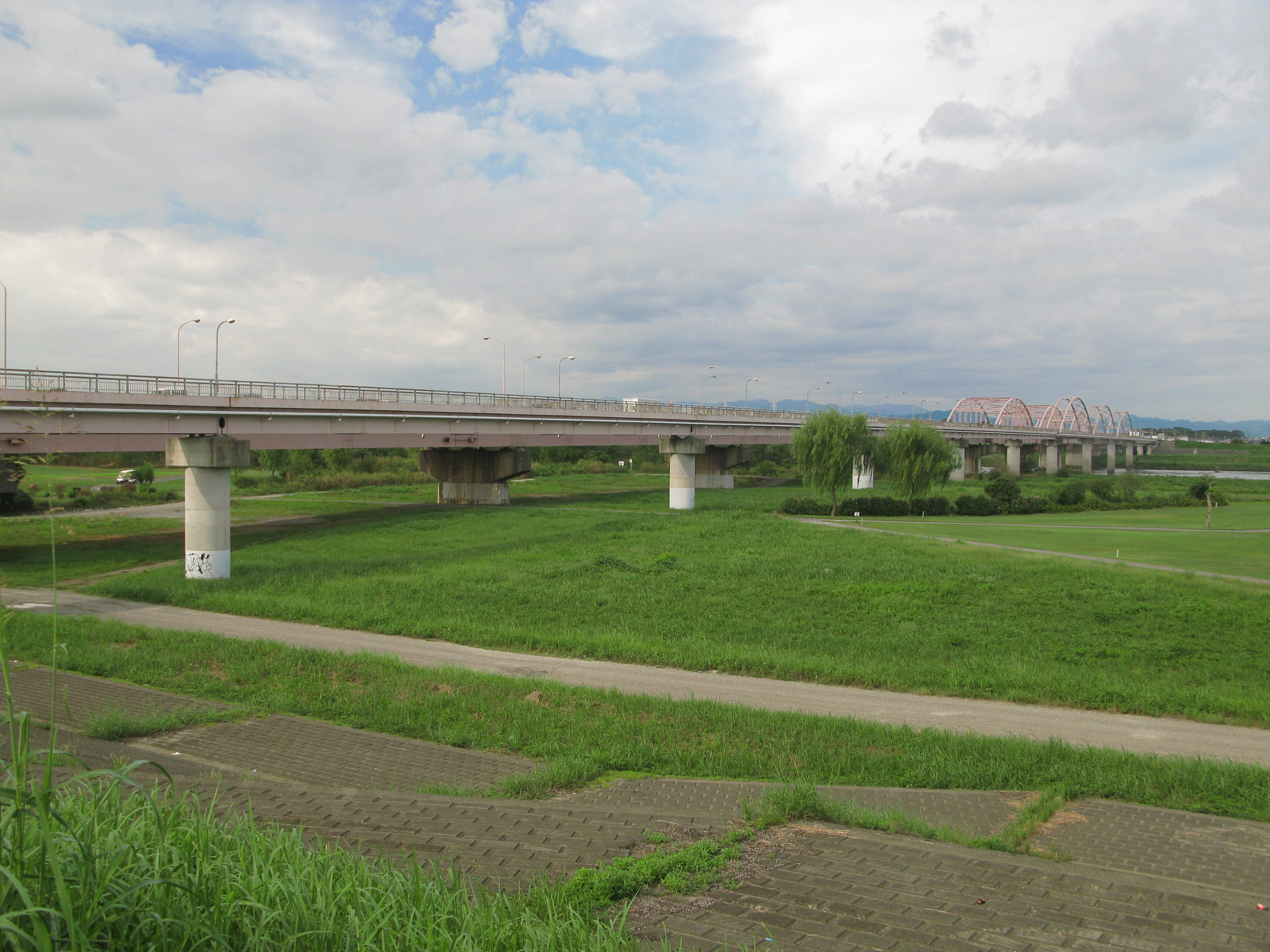
右岸下流側から
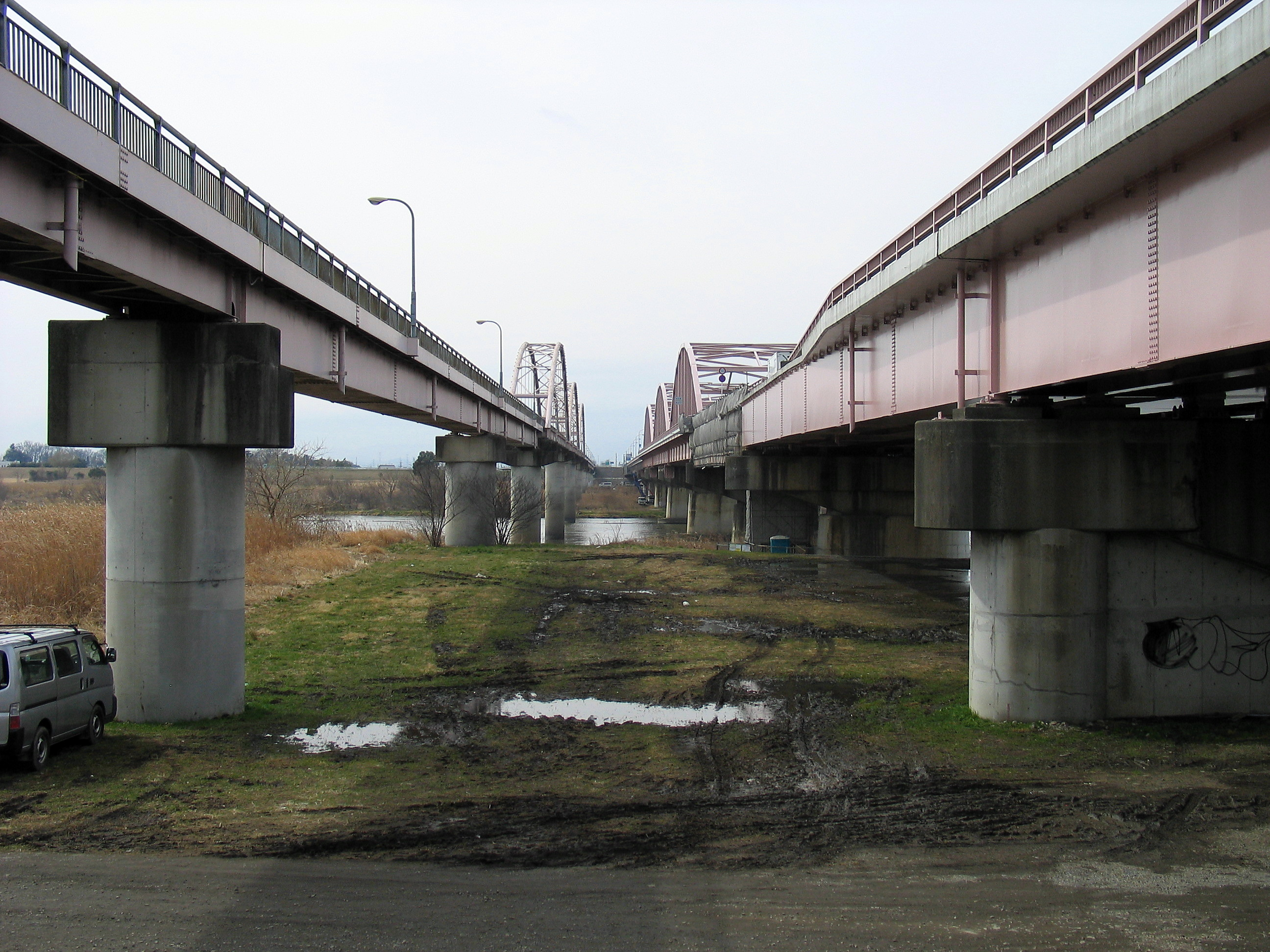
刀水橋と側道橋

## 隣の橋
- 利根川
（上流） - 上武大橋 - 新上武大橋 - 刀水橋 - 武蔵大橋 - 昭和橋 - （下流）